# Покровське (сільське поселення Чисменське)
Покровське  (рос. Покровское) — село у Московській області Російської Федерації.
Муніципальне утворення — Волоколамський міський округ. У 2006—2019 роках органом місцевого самоврядування було сільське поселення Чисменське. Населення становить 80 осіб (2013).

## Історія
З 14 січня 1929 року входить до складу новоутвореної Московської області. Раніше належало до Волоколамського повіту Московської губернії. Належало до Волоколамського району до його ліквідації 9 червня 2019 року.
Сучасне адміністративне підпорядкування з 2019 року.

## Населення
| 1852 | 1859 | 1926 | 2002 | 2006 | 2010 |
| ---- | ---- | ---- | ---- | ---- | ---- |
| 205  | ↘197 | ↗301 | ↘93  | ↗110 | ↘80  |